# Libnotes novaebrittanicae
Libnotes novaebrittanicae är en tvåvingeart som först beskrevs av Alexander 1924.  Libnotes novaebrittanicae ingår i släktet Libnotes och familjen småharkrankar. Inga underarter finns listade i Catalogue of Life.